# フランシス・コピエテルス
フランシス・コピエテルス（Francis Coppieters、1930年9月7日 - 1990年11月11日）は、ベルギーのジャズ・ピアニスト。フェルナン・コピエテルスの息子である。
コピエテルスが初めてプロとして演奏したのは10代の頃で、1947年から1948年にかけてトゥーツ・シールマンスと共演した。その後まもなく、ヘイジー・オスターヴァルトの楽団にも参加。パリに移り、ジャック・ペルツァー、バック・クレイトン、ルネ・トーマス、ボビー・ジャスパーらと共演した後、フランシー・ボランが脱退した後のエメ・バレリのアンサンブルでメンバーとなった。1957年にドイツに移住し、そこで数年間、クルト・エーデルハーゲンと共演し、ケルン音楽院で教鞭を執った。その後、チャーリー・アントリーニ、タップス・ミラー、クラウス・ワイス、スライド・ハンプトン、ラッキー・トンプソン、ウィルトン・ゲイネア、ジグズ・ウィグハムなどのミュージシャンたちと共演した。